# Czwarty rząd Charlesa Haugheya
Czwarty rząd Charlesa Haugheya – rząd Irlandii funkcjonujący od 12 lipca 1989 do 11 lutego 1992. Był to gabinet tworzony przez polityków Fianna Fáil (FF) i Progresywnych Demokratów (PD).
Wybory do Dáil Éireann 26. kadencji zakończyły się zwycięstwem FF. Partia zawiązała koalicję z Progresywnymi Demokratami, jej lider Charles Haughey utrzymał stanowisko premiera. Na początku 1992 ustąpił jednak z tej funkcji, urząd premiera objął nowy lider partii Albert Reynolds, który w tej samej kadencji utworzył swój nowy gabinet.

## Skład rządu
- Taoiseach, minister spraw Gaeltachtu: Charles Haughey (FF)[1]
- Tánaiste: Brian Lenihan (FF, do października 1990), John P. Wilson (FF, od listopada 1990)
- Minister obrony: Brian Lenihan (FF, do października 1990), Brendan Daly (FF, od lutego do listopada 1991), Vincent Brady (FF, od listopada 1991)
- Minister gospodarki morskiej: John P. Wilson (FF)
- Minister finansów: Albert Reynolds (FF, do listopada 1991), Bertie Ahern (FF, od listopada 1991)
- Minister pracy: Bertie Ahern (FF, do listopada 1991), Michael O’Kennedy (FF, od listopada 1991)
- Minister rolnictwa i żywności: Michael O’Kennedy (FF, do listopada 1991), Michael Woods (FF, od listopada 1991)
- Minister spraw społecznych: Michael Woods (FF, do listopada 1991), Brendan Daly (FF, od listopada 1991)
- Minister spraw zagranicznych: Gerry Collins (FF)
- Minister środowiska: Pádraig Flynn (FF, do listopada 1991), John P. Wilson (FF, w listopadzie 1991), Rory O’Hanlon (FF, od listopada 1991)
- Minister zdrowia: Rory O’Hanlon (FF, do listopada 1991), Mary O’Rourke (FF, od listopada 1991)
- Minister edukacji: Mary O’Rourke (FF, do listopada 1991), Noel Davern (FF, od listopada 1991)
- Minister przemysłu i handlu: Desmond O’Malley (PD)
- Minister energii: Bobby Molloy (PD)
- Minister sprawiedliwości: Ray Burke (FF)
- Minister komunikacji: Ray Burke (FF, do lutego 1991)
- Minister turystyki i transportu: Séamus Brennan (FF, do lutego 1991)
- Minister turystyki, transportu i komunikacji: Séamus Brennan (FF, od lutego 1991)